# Sabalos

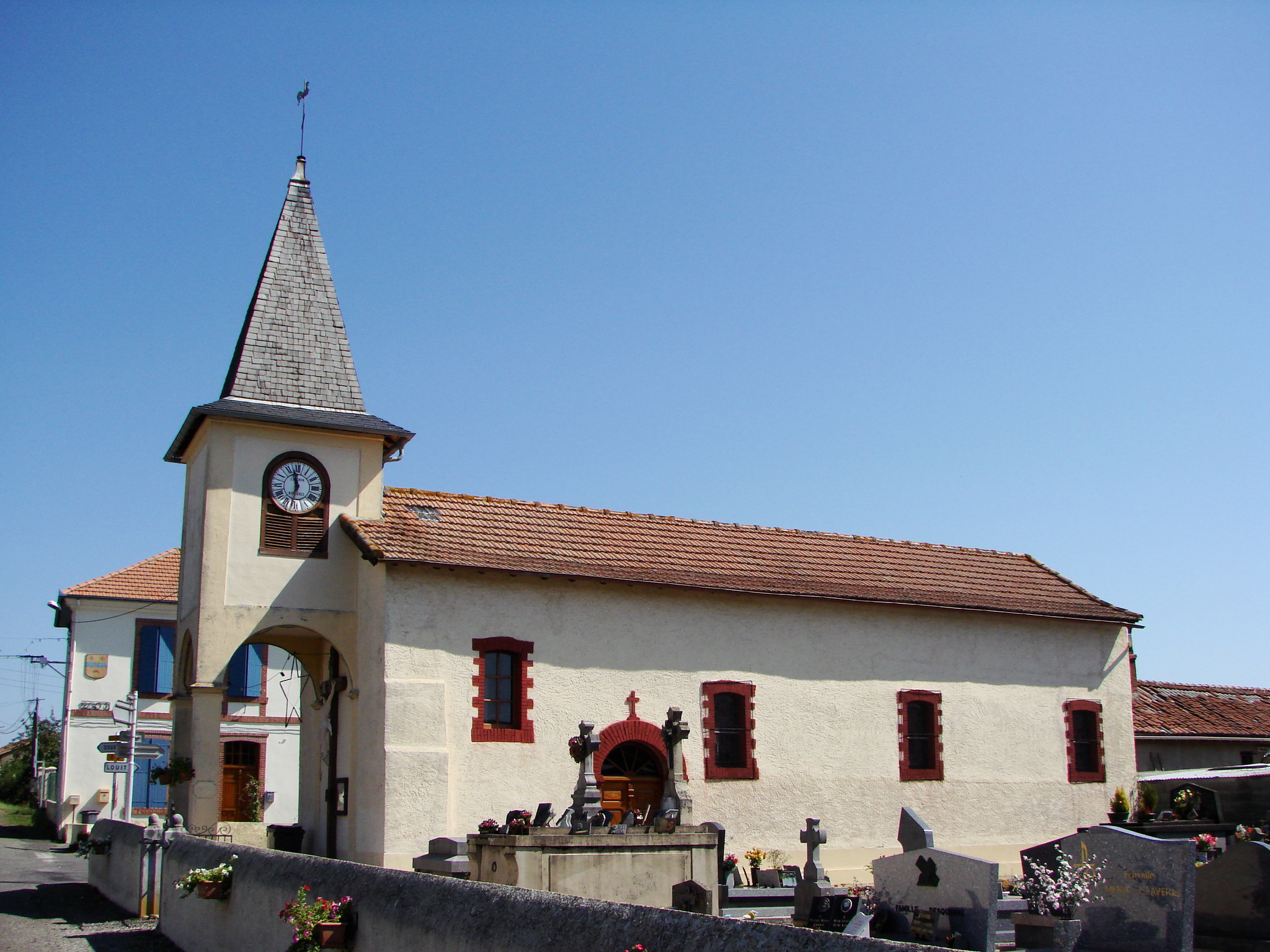
Kościół w Sabalos, 2008

Sabalos – miejscowość i gmina we Francji, w regionie Oksytania, w departamencie Pireneje Wysokie.
Według danych na rok 1990 gminę zamieszkiwało 119 osób, a gęstość zaludnienia wynosiła 54 osób/km² (wśród 3020 gmin regionu Midi-Pireneje Sabalos plasuje się na 944 miejscu pod względem liczby ludności, natomiast pod względem powierzchni na miejscu 1705).